# Campionato balcanico maschile di pallacanestro 1961
Il 3º Campionato Balcanico Maschile di Pallacanestro, si è disputato a Skopje, in Jugoslavia, tra il 22 e il 24 dicembre 1961.

## Risultati
|    | Nazionale  | G | V | P | PF  | PS  | Diff. |
| -- | ---------- | - | - | - | --- | --- | ----- |
| 1. | Jugoslavia | 3 | 3 | 0 | 226 | 184 | +42   |
| 2. | Bulgaria   | 3 | 2 | 1 | 159 | 172 | -13   |
| 3. | Romania    | 3 | 1 | 2 | 184 | 195 | -11   |
| 4. | Turchia    | 3 | 0 | 3 | 143 | 161 | -18   |

## Classifica finale
| -  | Paese      | Formazione |
| -- | ---------- | ---------- |
|    | Jugoslavia |            |
|    | Bulgaria   |            |
|    | Romania    |            |
| 4. | Turchia    |            |